# Beaumont-du-Gâtinais
Beaumont-du-Gâtinais is een gemeente in het Franse departement Seine-et-Marne (regio Île-de-France) en telt 981 inwoners (1999). De plaats maakt deel uit van het arrondissement Fontainebleau.

## Geografie
De oppervlakte van Beaumont-du-Gâtinais bedraagt 16,5 km², de bevolkingsdichtheid is 59,5 inwoners per km².
De onderstaande kaart toont de ligging van Beaumont-du-Gâtinais met de belangrijkste infrastructuur en aangrenzende gemeenten.

## Demografie
Onderstaande figuur toont het verloop van het inwonertal (bron: INSEE-tellingen).

1. ↑  Populations de référence 2022.